# Zyprischer Fußballpokal 2018/19
Der Zyprische Fußballpokal 2018/19 war die 77. Austragung des zyprischen Pokalwettbewerbs. Er wurde vom zyprischen Fußballverband ausgetragen. Das Finale fand am 22. Mai 2019 im GSP-Stadion von Nikosia statt.
Pokalsieger wurde AEL Limassol. Das Team setzte sich im Finale gegen APOEL Nikosia durch. AEL qualifizierte sich durch den Sieg für die 2. Qualifikationsrunde der UEFA Europa League 2019/20.

## Modus
Die Begegnungen der 1. Runde wurden in einem Spiel ausgetragen. Bei unentschiedenem Ausgang gab es eine Verlängerung von zweimal 15 Minuten und gegebenenfalls ein Elfmeterschießen. Die Begegnungen von der 2. Runde bis zum Halbfinale wurden in Hin- und Rückspiel ausgetragen. Bei Torgleichheit entschied zunächst die Anzahl der auswärts erzielten Tore, danach eine Verlängerung und falls erforderlich ein Elfmeterschießen.

## Teilnehmer
Es nahmen nur Mannschaften der ersten beiden Ligen teil.
| First Division (12)                                                                                        | First Division (12)                                                                                                 | Second Division (12)                                                                                                | Second Division (12)                                                                                                  |
| --- | --- | --- | --- |
| - AEK Larnaka 1 - AEL Limassol - Alki Oriklini - Anorthosis Famagusta - APOEL Nikosia - Apollon Limassol 1 | - Doxa Katokopia 1 - Enosis Neon Paralimni - Ermis Aradippou 1 - Nea Salamis Famagusta - Omonia Nikosia - Paphos FC | - Akritas Chlorakas - AO Agia Napa - Aris Limassol - ASIL Lysi 1 - Digenis Oroklinis - Enosis Neon THOI Lakatamia 1 | - Ethnikos Achnas 1 - Karmiotissa FC 1 - Olympiakos Nikosia - Omonia Aradippou - Onisilos Sotira 2014 - PAEEK Kyrenia |

## 1. Runde
In dieser Runde traten 8 Teams der Second Division und 8 Teams der First Division an.
|                       | Ergebnis |                       |
| --------------------- | -------- | --------------------- |
| Aris Limassol         | 4:1      | Alki Oriklini         |
| Omonia Nikosia        | 3:0      | Onisilos Sotira 2014  |
| Akritas Chlorakas     | 0:7      | Anorthosis Famagusta  |
| Olympiakos Nikosia    | 0:5      | Paphos FC             |
| Omonia Aradippou      | 0:3      | AEL Limassol          |
| Enosis Neon Paralimni | 5:1      | Digenis Oroklinis     |
| PAEEK Kyrenia         | 0:4      | Nea Salamis Famagusta |
| APOEL Nikosia         | 5:0      | AO Agia Napa          |

## 2. Runde
In dieser Runde stiegen weitere 4 Teams der First Division (AEL, Apollon, Doxa, Ermis) und 4 Teams der Second Division (ASIL, EN THOI, Ethnikos Achnas, Karmiotissa).
|                       | Gesamt |                            | Hinspiel | Rückspiel |
| --------------------- | ------ | -------------------------- | -------- | --------- |
| APOEL Nikosia         | 5:1    | Doxa Katokopia             | 2:1      | 3:0       |
| Ermis Aradippou       | 7:0    | ASIL Lysi                  | 3:0      | 4:0       |
| Apollon Limassol      | 2:1    | Omonia Nikosia             | 1:0      | 1:1       |
| Anorthosis Famagusta  | 2:3    | Enosis Neon Paralimni      | 2:3      | 0:0       |
| Aris Limassol         | 3:5    | Paphos FC                  | 2:1      | 1:4       |
| Nea Salamis Famagusta | 1:4    | AEK Larnaka                | 1:2      | 0:2       |
| Karmiotissa FC        | 5:2    | Ethnikos Achnas            | 2:1      | 3:1       |
| AEL Limassol          | 14:00  | Enosis Neon THOI Lakatamia | 8:0      | 6:0       |

## Viertelfinale
|                | Gesamt    |                       | Hinspiel | Rückspiel |
| -------------- | --------- | --------------------- | -------- | --------- |
| AEL Limassol   | 7:2       | Ermis Aradippou       | 4:0      | 3:2       |
| Paphos FC      | (a)3:3(a) | Enosis Neon Paralimni | 2:2      | 1:1       |
| APOEL Nikosia  | (a)4:4(a) | AEK Larnaka           | 1:1      | 3:3       |
| Karmiotissa FC | 2:7       | Apollon Limassol      | 1:5      | 1:2       |

## Halbfinale
|                  | Gesamt |                       | Hinspiel | Rückspiel |
| ---------------- | ------ | --------------------- | -------- | --------- |
| APOEL Nikosia    | 3:2    | Enosis Neon Paralimni | 1:0      | 2:2       |
| Apollon Limassol | 1:2    | AEL Limassol          | 1:2      | 0:0       |

## Finale
| Paarung        | APOEL Nikosia – AEL Limassol |
| Ergebnis       | 0:2 (0:1) |
| Datum          | 22. Mai 2019 |
| Stadion        | GSP-Stadion, Nikosia |
| Zuschauer      | 8.980 |
| Schiedsrichter | Giorgos Nicolaou |
| Tore           | 0:1 Dossa Júnior (10.) 0:2 Marko Adamović (65.) |
| APOEL Nikosia  | Boy Waterman – Praxitelis Vouros, Giorgos Merkis, Nicholas Ioannou, Caju – Nuno Morais , Antonio Jakoliš (55. Roman Bezjak), Tomás De Vincenti, Lucas Souza (69. André Vidigal) – Musa al-Taamari, Léo Natel (82. Efstathios Aloneftis) Cheftrainer: Paolo Tramezzani ( Italien)                   |
| AEL Limassol   | Vozinha – Nils Teixeira, Kevin Pierre Lafrance , Dossa Júnior, André Teixeira – Alex da Silva (49. Marko Adamović), Andreas Avraam (60. Christos Wheeler), Jon Gaztañaga – Davor Zdravkovski, Rubén Jurado (88. Ivan Schranz), Andreas Makris Cheftrainer: Dušan Kerkez ( Bosnien und Herzegowina) |
| Gelbe Karten   | Musa al-Taamari, Giorgos Merkis, Tomás De Vincenti, Nuno Morais, Nicholas Ioannou – Andreas Avraam, Kevin Pierre Lafrance, Vozinha, Christos Wheeler, Davor Zdravkovski, Jon Gaztañaga |